# Nauholne, Svatove
Nauholne (în ucraineană Наугольне) este un sat în comuna Oborotnivka din raionul Svatove, regiunea Luhansk, Ucraina.

## Demografie
Componența lingvistică a localității Nauholne
     Ucraineană (93,23%)
     Rusă (6,77%)
Conform recensământului din 2001, majoritatea populației localității Nauholne era vorbitoare de ucraineană (93,23%), existând în minoritate și vorbitori de rusă (6,77%).